# Töpfersbühl
Der Töpfersbühl bei Reichmannsdorf im Landkreis Saalfeld-Rudolstadt ist ein 762,6 m ü. NHN hoher Berg im Thüringer Schiefergebirge. Er liegt zwischen Reichmannsdorf im Süden und Wickersdorf im Norden unweit westlich der von Reichmannsdorf nach Saalfeld führenden Bundesstraße 281.

## Der Berg
Von den vielen Wegen, die auf den Töpfersbühl führen, sind einige leicht verwachsen, wodurch der Zugang nur für Ortskundige einfach ist. Auch das Finden des Gipfels erfordert etwas Geduld. Nur ein weißes Schild, dessen Aufschrift fast unlesbar ist, zeigt den höchsten Punkt des Berges an.
Das Gebiet um den Töpfersbühl ist ein Naturschutzgebiet. Es ist eines der letzten Naturschutzgebiete, das das vom Aussterben bedrohte Auerhuhn beheimatet.